# Francis Bellamy
Francis Bellamy (Mount Morris, 18 maggio 1855 – Tampa, 28 agosto 1931) è stato uno scrittore statunitense.

## Biografia
Compose, nel 1892, il giuramento di fedeltà alla bandiera degli Stati Uniti d'America, adottato dal Congresso nel 1942. Il testo fu sottoposto a modifiche fino alla versione del 1954, utilizzata attualmente, nella quale si aggiunse "under God" ("al cospetto di Dio").
Fu un ministro del cristianesimo socialista e un ministro battista.